# Campanorcidae
A Campanorcidae az emlősök (Mammalia) osztályának Notoungulata rendjébe, ezen belül a Typotheria alrendjébe tartozó család.

## Tudnivalók
A Campanorcidae családból eddig csak egy fajt fedeztek fel, a Campanorco inauguralist. A családnevet, a nemnevet és a fajnevet Bond, Vucetich és Pascual őslénykutatók alkották meg 1984-ben. Ez az állat Dél-Amerika területén élt, a kora eocén korszakban.

### Fordítás
- Ez a szócikk részben vagy egészben  a   Campanorco című angol Wikipédia-szócikk fordításán alapul.  Az eredeti cikk szerkesztőit annak laptörténete sorolja fel. Ez a jelzés csupán a megfogalmazás eredetét és a szerzői jogokat jelzi, nem szolgál a cikkben szereplő információk forrásmegjelöléseként.